# Marcipa inscripta
Marcipa inscripta là một loài bướm đêm trong họ Erebidae.